# Leonid Hurwicz
Leonid »Leo« Hurwicz [leoníd léo húrvic] (poljska izgovorjava [lɛˈɔɲit ˈxurvitʂ]), poljsko-ameriški ekonomist in matematik, * 21. avgust 1917, Moskva, Ruska republika (sedaj Rusija), † 24. junij 2008, Minneapolis, Minnesota, ZDA.
Hurwicz je znan po svojem delu na področju teorije iger in oblikovanja mehanizmov. Zasnoval je koncept združljivosti spodbud in pokazal, kako je mogoče doseči želene rezultate z uporabo mehanizma, ki je združljiv s spodbudami. Leta 2007 si je delil Nobelovo nagrado za ekonomijo z Ericom Maskinom in Rogerjem Myersonom za svoje temeljno delo na področju oblikovanja mehanizmov. Hurwicz je bil eden najstarejših Nobelovih nagrajencev, saj je nagrado prejel pri 90-ih letih.
Izobraževal se je in odraščal je na Poljskem in postal begunec v ZDA, potem ko je Hitler napadel Poljsko leta 1939. Leta 1941 je delal kot raziskovalni asistent Paula Samuelsona na Tehnološkem inštitutu Massachusettsa in Oskarja Ryszarda Langea na Univerzi v Chicagu. Med letoma 1942 in 1946 je bil raziskovalni sodelavec Cowlesove komisije. Leta 1946 je postal izredni profesor ekonomije na Državnem kolidžu Iowe. Univerzi Minnesote v Minneapolisu in Saint Paulu se je pridružil leta 1951 in leta 1969 postal regentski profesor ekonomije, leta 1989 pa regentski profesor ekonomije Curtisa Leroyja Carlsona. Ko je leta 2008 umrl, je bil regentski profesor ekonomije (emeritus) na Univerzi Minnesote.
Hurwicz je bil med prvimi ekonomisti, ki so prepoznali vrednost teorije iger, in bil pionir v njeni uporabi. Interakcije posameznikov in ustanov, trgov in trgovine se sedaj analizirajo in razumejo z uporabo modelov, ki jih je razvil Hurwicz.

## Življenje
Hurwicz se je rodil v družini poljskih Judov nekaj mesecev pred oktobrsko revolucijo. Kmalu po Leonidovem rojstvu se je družina vrnila v Varšavo. Hurwicza in njegovo družino so preganjali tako boljševiki kot nacisti, in je ponovno postal begunec, ko je Nemčija napadla Poljsko leta 1939. Njegovi starši in brat so pobegnili iz Varšave, nato pa so jih aretirali in jih poslali v sovjetska delovna taborišča. Hurwicz, ki je leta 1938 magistriral na Univerzi v Varšavi, je bil v času nacistične invazije na Poljsko v Londonu, se preselil v Švico, nato na Portugalsko in končno leta 1940 emigriral v ZDA. Njegova družina se mu je v ZDA kasneje pridružila.
Hurwicz je v 1940-ih kot asistentko najel Evelyn Jensen (31. oktober 1923 – 22. november 2016), ki je odraščala na farmi pri Almeni v Wisconsinu in je bila tedaj dodiplomska študentka ekonomije na Univerzi v Chicagu. Poročila sta se 19. julija 1944 in kasneje živela na mnogih lokacijah v Minneapolisu. Imela sta štiri otroke: Sarah, Michaela Mikea, Ruth in Maxima.
Zanimal se je za jezikoslovje, arheologijo, biokemijo in glasbo. Njegove dejavnosti zunaj področja ekonomije so vključevale raziskave v meteorologiji in članstvo v komisiji NSF za spremembo vremena. Ko je Eugene McCarthy kandidiral za predsednika ZDA, je bil Hurwicz leta 1968 McCarthyjev delegat iz Minnesote na konvenciji Demokratske stranke in član odbora za platformo Demokratske stranke. Pomagal je oblikovati metodo 'hodečega podcaucusa' razdeljevanja delegatov med konkurenčne skupine, ki jo še danes uporabljajo politične stranke. Ostal je dejaven demokrat in se februarja 2008 v starosti 90 let udeležil svojega volilnega zbora.
Sredi junija 2008 so ga hospitalizirali zaradi odpovedi ledvic. Umrl je teden dni kasneje v Minneapolisu.

## Izobraževanje in zgodnja akademska kariera
Hurwicza je oče spodbudil za študij prava. Zato je leta 1938 magistriral na Univerzi v Varšavi, kjer je odkril svojo bodočo poklicanost v razredu ekonomije. Nato je študiral na Londonski ekonomski šoli pri Nicholasu Kaldorju in Friedrichu Hayeku. Leta 1939 se je preselil v Ženevo, kjer je študiral na Podiplomskem inštitutu za mednarodne študije. Po preselitvi v ZDA je nadaljeval študij na Univerzi Harvard in Univerzi v Chicagu. Hurwicz ni imel diplome iz ekonomije. Leta 2007 je rekel: »Karkoli sem se ekonomije naučil, sem se naučil s poslušanjem in učenjem.«
Leta 1941 je bil Hurwicz raziskovalni asistent Paula Samuelsona na Tehnološkem inštitutu Massachusettsa in Oskarja Ryszarda Langea na Univerzi v Chicagu. Na Tehnološkem inštitutu Illinoisa je med vojno poučeval elektroniko v Signalnem korpusu ameriške vojske. Od leta 1942 do 1944 je bil na Univerzi v Chicagu član profesorskega zbora Inštituta za meteorologijo in je predaval statistiko na Oddelku za ekonomijo. Okoli leta 1942 sta bila njegova svetovalca Jacob Marschak in Tjalling Koopmans iz Cowlesove komisije za raziskave v ekonomiji na Univerzi v Chicagu, sedaj Cowlesova fundacija na Univerzi Yale.

## Poučevanje in raziskovanje
Hurwicz je v letih 1945–1946 prejel Guggenheimovo štipendijo. Leta 1946 je postal izredni profesor ekonomije na Državnem kolidžu Iowe. Od januarja 1942 do junija 1946 je bil znanstveni sodelavec Cowlesove komisije. Od oktobra 1950 do januarja 1951 je bil za polni delovni čas gostujoči profesor in je prevzel Koopmansove razrede na Oddelku za ekonomijo in vodil komisijsko raziskavo teorije o alokaciji virov. Bil je tudi raziskovalni profesor ekonomije in matematične statistike na Univerzi Illinoisa, svetovalec korporacije RAND Corporation preko Univerze v Chicagu in svetovalec ameriškega proračunskega urada. Še naprej je bil svetovalec Cowlesove komisije do leta 1961.
Hurwicza je leta 1951 zaposlil Walter Heller na Univerzi Minnesote, kjer je postal profesor ekonomije in matematike na Šoli za poslovno upravo. Tam je preživel večji del svoje kariere, ki pa je bila prepletena s študijem in poučevanjem drugod v ZDA in Aziji. Leta 1955 in ponovno leta 1958 je bil Hurwicz gostujoči profesor in sodelavec na drugem obisku na Univerzi Stanford in tam leta 1959 objavil delo »Optimality and Informational Efficiency in Resource Allocation Processes« o oblikovanju mehanizmov. Leta 1965 je poučeval na Univerzi v Bangaloreju, v 1980-ih pa na tokijski univerzi, Ljudski univerzi (sedaj Kitajska univerza Renmin) in Univerzi Indonezije. V ZDA je bil gostujoči profesor na Harvardu (1969), na Univerzi Kalifornije v Berkeleyju (1976–1977), na Univerzi Northwestern dvakrat v letih 1988 in 1989, na Univerzi Kalifornije v Santa Barbari (1998), Tehnološkem inštitutu Kalifornije (1999) in Univerzi Michigana leta (2002). Leta 2001 je bil gostujoči ugledni profesor na Univerzi Illinoisa.
Nazaj v Minnesoti je Hurwicz leta 1961 postal vodja Oddelka za statistiko, leta 1969 regentski profesor ekonomije, leta 1989 pa regentski profesor ekonomije Curtisa Leroyja Carlsona. Poučeval je različne predmete od teorije do ekonomije blaginje, javne ekonomije, mehanizmov in ustanov ter matematične ekonomije. Čeprav se je leta 1988 upokojil od rednega poučevanja, je poučeval na podiplomskem študiju kot profesor emerit nazadnje jeseni 2006. Leta 2007 je Univerza Minnesote njegovo tekočo raziskavo opisala kot »primerjavo in analizo sistemov in tehnik ekonomske organizacije, ekonomije blaginje, teoretičnega izvajanja ciljev družbene izbire in modeliranja ekonomskih ustanov.«
Hurwiczeva zanimanja so vključevala matematično ekonomijo in modeliranje ter teorijo podjetij. Njegova objavljena dela s teh področij segajo v leto 1944. Mednarodno je znan po svojih pionirskih raziskavah ekonomske teorije, zlasti na področjih mehanizmov in institucionalne zasnove ter matematične ekonomije. V 1950-ih je sodeloval s Kennethom Arrowom pri nelinearnem programiranju. Leta 1972 je Arrow postal najmlajša oseba, ki je prejela Nobelovo nagrado za ekonomijo. Hurwicz je bil doktorski mentor Danielu McFaddenu, ki je prejel Nobelovo nagrado leta 2000.
Prejšnji ekonomisti so se pogosto izogibali analitičnemu modeliranju ekonomskih ustanov. Hurwiczevo delo je bilo ključnega pomena pri prikazovanju, kako lahko ekonomski modeli zagotovijo okvir za analizo sistemov, kot sta kapitalizem in socializem, in kako spodbude v takih sistemih vplivajo na člane družbe. Teorija združljivosti spodbud, ki jo je razvil Hurwicz, je spremenila način razmišljanja mnogih ekonomistov o rezultatih, saj je pojasnila, zakaj lahko centralno načrtovana gospodarstva propadejo in kako spodbude za posameznike vplivajo na odločanje.
Hurwicz je bil član uredniškega odbora več revij. Sourejal je in sodeloval pri dveh zbirkah za Cambridge University Press: Studies in Resource Allocation Processes (1978, s Kennethom Arrowom) in Social Goals and Social Organisation (1987, z Davidom Schmeidlerjem in Hugom Sonnenscheinom). Njegovi najnovejši članki so bili objavljeni v revijah Economic Theory (2003, s Thomasom Marschakom), Review of Economic Design (2001, s Stanleyjem Reiterjem) in Advances in Mathematical Economics (2003, z Marcelom K. Richterjem). Hurwicz je predstavil predavanja Fisherja in Schultza (1963), Richarda Theodorea Elyja (1972), Davida Kinleyja (1989) in Colina Granta Clarka (1997).

## Nagrade in priznanja

### Članstva in častne diplome
Hurwicz je bil leta 1947 izvoljen za člana Ekonometričnega društva, leta 1969 pa je bil njegov predsednik. Leta 1965 so ga izvolili za člana Ameriške akademije znanosti in umetnosti. Leta 1974 so ga sprejeli v Nacionalno akademijo znanosti, leta 1977 pa so ga imenovali za zaslužnega člana Ameriškega gospodarskega združenja. Leta 1990 je prejel nacionalno medaljo znanosti na področju vedenjskih in družbenih znanosti, ki mu jo je podelil predsednik ZDA George H. W. Bush, »za njegovo pionirsko delo na teoriji sodobnih decentraliziranih mehanizmov dodeljevanja«.
Leta 1948 je bil član Ekonomske komisije Organizacije združenih narodov in leta 1954 Nacionalnega raziskovalnega sveta ZDA. Leta 1964 je bil član Komisije Nacionalne znanstvene fundacije za spremembo vremena. Bil je član Ameriške akademije neodvisnih učenjakov (1979) in ugledni učenjak Tehnološkega inštituta Kalifornije (1984).
Hurwicz je prejel šest častnih doktoratov: od Univerze Northwestern (1980), Univerze v Chicagu (1993), Avtonomne univerze v Barceloni (1989), Univerze Keio (1993), Glavne ekonomske šole v Varšavi (1994) in Univerze v Bielefeldu (2004). Bil je častni gostujoči profesor na Ekonomski šoli Univerze za znanost in tehnologijo Huazhong (1984).

### Poimenovanja
O Hurwiczevem kriteriju, ki je bil prvič predstavljen leta 1950, še danes razmišljajo na področju odločanja in ga imenujejo »pod nedoločenostjo.« Abraham Wald je tisto leto objavil odločitvene funkcije. Hurwicz je združil Waldove zamisli z delom, ki ga je leta 1812 opravil Pierre-Simon Laplace. Hurwiczev kriterij daje vsaki odločitvi vrednost, ki je »ponderirana vsota njenih najslabših in najboljših možnih rezultatov«, predstavljena kot {\displaystyle \alpha \!\,} in znana kot indeks pesimizma ali optimizma. Od tedaj so predlagali več različic in Leonard Jimmie Savage je leta 1954 zelo kmalu prinesel nekaj popravkov. Te štiri pristope – Laplaceov, Waldov, Hurwiczev in Savageov – je več kot petdeset let preučevalo, popravljalo in uporabljalo veliko različnih ljudi, vključno z Johnom Willardom Milnorjem, Georgeom Lennoxom Sharmanom Shackleom, Danielom Ellsbergom, Robertom Duncanom Lucejem in Howardom Raiffo, na področju, ki sega v čas Jacoba Bernoullija.
Leta 2010 je Kolidž za svobodne umetnosti na Univerzi Minnesote ustanovil Ekonomski inštitut Heller-Hurwicz, globalno pobudo, ki je bila ustvarjena za obveščanje javne politike s podpiranjem in spodbujanjem mejnih ekonomskih raziskav ter s sporočanjem ugotovitev vodilnim akademikom, oblikovalcem politik in poslovnim direktorjem po vsem svetu. Sredstva, ki jih zbere Inštitut, se uporabljajo za privabljanje in obdržanje uglednih profesorjev in delno za podporo raziskavam podiplomskih študentov.
Univerza Michigana ima obdarjeno katedro, imenovano po Hurwiczu, univerzitetni profesor Leonida Hurwicza za kompleksne sisteme, politične vede in ekonomijo, ki jo trenutno vodi Scott E. Page.
Ugledno predavanje Leonida Hurwicza je namenjeno Gospodarskemu združenju Minnesote (kot tudi Hellerjevo predavanje). John Ledyard (2007), Robert Emerson Lucas, Roger Myerson, Edward Christian Prescott, James Patrick Quirk, Nancy Stokey in Neil Wallace so med tistimi, ki so predavali od njegove otvoritve leta 1992.

### Nobelova nagrada za ekonomijo
Oktobra 2007 si je Hurwicz Nobelovo nagrado za ekonomijo delil z Ericom Maskinom z Inštituta za višji študij in Rogerjem Myersonom z Univerze v Chicagu »za postavitev temeljev teorije oblikovanja mehanizmov.« Med telefonskim intervjujem je predstavnik Nobelovega sklada Hurwiczu in njegovi ženi povedal, da je Hurwicz najstarejša oseba, ki je prejela Nobelovo nagrado. Hurwicz je dejal: »Upam, da so jo dobili tudi drugi, ki si to zaslužijo.« Ko so ga vprašali, katere od vseh aplikacij oblikovanja mehanizmov je bil najbolj vesel, je rekel ekonomija blaginje. Zmagovalci so uporabili teorijo iger, področje, ki ga je razvil matematik John Forbes Nash, da bi odkrili najboljši in najučinkovitejši način za doseganje želenega rezultata, pri čemer so upoštevali posameznikovo znanje in lastne interese, ki so lahko skriti ali zasebni. Oblikovanje mehanizmov so uporabili za modeliranje pogajanj in obdavčevanja, glasovanja in volitev, za načrtovanje dražb, kot so tiste za komunikacijsko pasovno širino, volitve in delovna pogajanja ter za določanje cen delniških opcij.
Hurwicz se zaradi slabega zdravja ni mogel udeležiti podelitve Nobelove nagrade v Stockholmu, zato je nagrado prejel v Minneapolisu. V družbi Evelyn, njegove žene šest desetletij, in njegove družine je bil častni gost na zboru, ki je potekal v kampusu Univerze Minnesote. Zboru je predsedoval predsednik univerze Robert Bruininks. Takoj po neposrednem prenosu podelitve Nobelovih nagrad je Jonas Hafström, švedski veleposlanik v ZDA, osebno podelil Nagrado za ekonomijo profesorju Hurwiczu.
Njegova žena je umrla leta 2016 v starosti 93 let.